# اد کود
اد کود (انگلیسی: Ed Coode؛ زادهٔ ۱۹ ژوئن ۱۹۷۵) قایقران روئینگ اهل بریتانیا است.